# 1931-es magyar atlétikai bajnokság
Az 1931-es magyar atlétikai bajnokságon, amely a 36. magyar bajnokság volt, augusztus 23 és 23 között rendezték a Ferencvárosi TC stadionjában. A mezei futást március 22-én Káposztásmegyeren, a maratoni futást október 11-én a kispesti országúton tartották. A tízpróbát október 14 és 15-én a BBTE pályáján bonyolították le. A váltószámokat szeptember 13-án, a MAC pályáján futották le.

## Eredmények

### Férfiak
| Versenyszám        | Arany                                                                              | Arany    | Ezüst                                               | Ezüst    | Bronz                                                | Bronz   |
| ------------------ | ---------------------------------------------------------------------------------- | -------- | --------------------------------------------------- | -------- | ---------------------------------------------------- | ------- |
| 100 m              | Gyenes Gyula MTK                                                                   | 10,7     | Gerő Gábor MTK                                      | 10,8     | Raggambi István BBTE                                 | 10,9    |
| 200 m              | Gerő Gábor MTK                                                                     | 22,5     | Szalay Jenő BBTE                                    | 22,7     | Paku Ernő Testnevelési Főiskola SC                   | 22,9    |
| 400 m              | Zsitvay Zoltán BBTE                                                                | 49,8     | Szalay Jenő BBTE                                    | 50,6     | Lázár László KEAC                                    | 50,8    |
| 800 m              | Barsi László BBTE                                                                  | 1:57,6   | Zsitvay Zoltán BBTE                                 | 1:57,8   | Lázár László KEAC                                    | 2:00,4  |
| 1500 m             | Barsi László BBTE                                                                  | 4:03,4   | Szabó Miklós MAC                                    | 4:04,4   | Blődy HAKOAH                                         | 4:06,6  |
| 5000 m             | Hevele Ferenc SoAC                                                                 | 15:42,6  | Kelen János Vasas                                   | 15:49,0  | Németh Béla MTE                                      | 16:00,0 |
| 10 000 m           | Hevele Ferenc SoAC                                                                 | 32:44,4  | Németh Béla MTE                                     | 32:48,6  | Szilágyi Jenő CLE                                    | 32:55,6 |
| 110 m gát          | Richard Langmayer Ausztria                                                         | 15,6     | Kovács József BBTE                                  | 15,7     | Deschka Ausztria                                     | 15,8    |
| 200 m gát          | Nagy Géza MAC                                                                      | 25,1     | Kovács József BBTE                                  | 25,7     | Boross József KEAC                                   | 25,9    |
| 400 m gát          | Nagy Géza MAC                                                                      | 57,4     | Héjjas István BEAC                                  | 58,0     | Somfai Elemér MAC                                    | 58,0    |
| magasugrás         | Késmárki Kornél BBTE                                                               | 188 cm   | Bódosi Mihály PEAC                                  | 188 cm   | Orbán Ferenc BBTE                                    | 188 cm  |
| távolugrás         | Balogh Lajos MAFC                                                                  | 723 cm   | Fekete Imre Újpesti TE                              | 699 cm   | Szabó József Újpesti TE                              | 697 cm  |
| hármasugrás        | Bácsalmási Péter Testnevelési Főiskola                                             | 14,12 m  | Zsuffka Viktor MAC                                  | 13,70 m  | Somfai Elemér MAC                                    | 13,65 m |
| rúdugrás           | Király István MAFC                                                                 | 390 cm   | Zsuffka Viktor MAC                                  | 390 cm   | Karlovits János MAC                                  | 370 cm  |
| súlylökés          | Darányi József MAC                                                                 | 15,25 m  | Horváth István MZSE                                 | 14,80 m  | Kovách Gyula BBTE                                    | 12,79 m |
| diszkoszvetés      | Donogán István BTC                                                                 | 45,74 m  | Remetz József RAC                                   | 44,49 m  | Darányi József MAC                                   | 42,55 m |
| gerelyhajítás      | Szepes Béla MAC                                                                    | 62,72 m  | Takács Miklós Postás                                | 60,77 m  | Várszegi József GyAC                                 | 59,04 m |
| tízpróba           | Bácsalmási Péter Testnevelési Főiskola                                             | 6867,495 | Zsuffka Viktor MAC                                  | 6158,225 | Késmárki Kornél BBTE                                 | 5853,51 |
| maraton            | Galambos József ESC                                                                | 2:45:57  | Tuschek WAC                                         | 2:52:20  | Zelenka István SBTC                                  | 2:53:26 |
| mezei futás        | Szerb Elek MAC                                                                     | 33:40,4  | Kelen János Vasas                                   | 33:58,8  | Hevele Ferenc SoAC                                   | 34:17,8 |
| 4 × 100 m          | BBTE Barsi László Kovács József Szalay Jenő Raggambi István                        | 43,2     | MTK Dabasi Magyar Gerő Gábor Gyenes Gyula           | 43,3     | BSzKRT Kajári Varga-Papp Kiss Balázs                 | 45,8    |
| 4 × 400 m          | BBTE Klein Ferenc Szalay Jenő Zsitvay Zoltán Barsi László                          | 3:28,4   | MAC Ive Szondy Buday Nagy                           | 3:31,0   | Újpesti TE Remetz Beliczay Szabó Sugár               | 3:31,8  |
| 4 × 1500 m         | Törekvés SE Bánfalvi Sándor Gomola Pál Steffen Henrik Hermann István               | 17:28,2  | MAC Bejczy Belloni Szerb Elek Szabó Miklós          | 17:31,4  | Vasas Frantz, Prohászka, Kelen János, Lendvai        | 17:53,8 |
| 5000 m csapat      | Egyetértés SC Eper Imre Majorosi Ferenc Hegedüs Ferenc Gégény István Osuszth Gyula | 60 pont  | MAC Szerb Elek Cser Varjas Belloni Adami            | 64 pont  | MTE Németh Béla Sajtos Kis Konecsni Csiszár          | 73 pont |
| mezei futás csapat | MAC Szerb Elek Szabó Miklós Cser Béla Kultsár István Mauréry Tibor                 | 30 pont  | Egyetértés SC Eper Hegedűs Gégény Galambos Majorosi | 49 pont  | Vasas Kelen János Prohászka Balogh Dianicska Lendvai | 79 pont |

### Magyar atlétikai csúcsok
- kétkezes súlylökés 28,05 m Vcs. Darányi József Budapest 6. 14.
- kétkezes súlylökés 28,67 m Vcs. Darányi József Budapest 9. 20.